# Ihor Kostetsky
Ihor Kostetsky (en ukrainien : Ігор Костецький ; en allemand : Eaghor Kostetzky), de son vrai nom Ivan Viatcheslavovytch Merzliakov (en ukrainien : Іван В’ячеславович Мерзляков), né le 14 mai 1913 à Kiev (Empire russe) et mort le 14 juin 1983 à Schwaikheim (Allemagne de l'Ouest), est un écrivain, dramaturge, traducteur, critique littéraire et éditeur ukrainien.

## Biographie
Né le 1er mai 1913 (14 mai dans le calendrier grégorien) à Kiev, alors dans l'Empire russe, Kostetsky grandit dans cette ville et Vinnytsia. Au cours des années 1930, il étudie la mise en scène et le jeu d'acteur à Leningrad et à Moscou, passant deux ans comme acteur dans les monts Oural. Kostetsky commence sa carrière littéraire à cette époque en écrivant des critiques en langue russe de représentations théâtrales ; sa première publication signée de son pseudonyme, qui reprend le nom de jeune fille de sa mère, est rédigée à Vinnytsia en 1941. Au début des années 1940, après le déclenchement de la Seconde Guerre mondiale, il retourne à Vinnytsia occupée par l'Allemagne et y vit jusqu'à l'automne 1942, date à laquelle il est déporté en Allemagne pour y effectuer des travaux forcés. Après la guerre, Kostetsky poursuit activement sa carrière littéraire dans les camps de réfugiés en Allemagne de l'Ouest, continuant à écrire et à publier des œuvres dans un style combinant tradition et modernité, publiant brièvement une revue artistique et littéraire éphémère et devenant l'un des fondateurs du Mouvement artistique ukrainien (en) (MUR, en ukrainien : Мисте́цький Украї́нський Рух).
De 1949 à 1969, Kostetsky est le rédacteur en chef de L'Ukraine et le Monde (Україна і Світ, Oukraïna i svit), une revue d'affaires culturelles, littéraires, savantes et politiques publiée par Ilia Sapiha à Hanovre. Avec son épouse, la poétesse et traductrice allemande Elisabeth Kottmeier (de), Kostetsky fonde au milieu des années 1950 la maison d'édition Na Hori (На горі, littéralement « Sur la montagne »), qui publie plusieurs dizaines de livres dont des traductions ukrainiennes de classiques littéraires.

## Œuvres notables
- Contes des vainqueurs (1946)
- Là où le miracle commence (1948)
- Politique théâtrale soviétique et système de Stanislavsky (1956)
- Le théâtre à votre porte (1963)
- Le monde entier vous appartient (2005) [publié à titre posthume]